# ClearOS
ClearOS es una distribución GNU/Linux basada en CentOS y Red Hat; su creación proviene de ClearOS Enterprise, la cual creó la ClearFoundation organizadora y desarrolladora de esta distribución, donde su entorno de escritorio predeterminada puede ser KDE o GNOME Shell.
Pero desde ClearOS se da la libertad de elegir a los usuarios entre diferentes entornos de escritorio y montajes a mayores a los predefinidos.

## Características
ClearOS posee un instalador gráfico y YUM como gestor de paquetes.
ClearOS es un sistema operativo orientado a Pymes (pequeñas y medianas empresas), con lo que cuenta con todo el software necesario para su funcionamiento y gestión.
Al igual que con otros sistemas GNU/Linux, ClearOS está virtualmente libre de virus y spyware.
ClearOS está disponible en los idiomas Inglés, Francés y Español, posee un mensaje de bienvenida (Welcn) en múltiples idiomas.

## Lanzamientos
La primera ISO de ClearOS fue lanzada el 20/12/2001:
| Versión    | Fecha de lanzamiento |
| ---------- | -------------------- |
| 2012.11.22 | 23/11/2015           |
| 2012.11.22 | 22/07/2010           |
| 2012.11.22 | 09/07/2009           |
| 2012.10.01 | 13/08/2008           |
| 2012.09.07 | 3/11/2005            |
| 2012.07.19 | 20/04/2004           |
| 2012.07.07 | 15/04/2003           |
| 2012.07.05 | 12/20/2001           |